# Robert Bárány
Robert Bárány (Vienna, 22 aprile 1876 – Uppsala, 8 aprile 1936) è stato un medico e otologo austriaco naturalizzato svedese, di origine ungherese, pioniere nello studio delle funzioni del labirinto (o apparato vestibolare), situato nell'orecchio interno e sede dell'equilibrio e Premio Nobel per la medicina nel 1914.
Inventò anche un metodo per decomprimere il labirinto ed un dispositivo molto usato per isolare acusticamente un orecchio dall'altro. Inoltre ideò un sistema per esaminare le relazioni intercorrenti fra apparato vestibolare, cervello e midollo spinale.
Per i suoi fondamentali contributi alla conoscenza della fisiologia e della patologia dell'apparato vestibolare, ebbe il premio Nobel 1914.

## Biografia
La famiglia, di religione ebraica, era originaria della città ungherese di Várpalota ed era emigrata da alcuni anni a Vienna quando nacque Robert. Nel 1900 si laureò in medicina a Vienna e nel 1905 fu assistente alla clinica otologica di quella città.
Partecipando alla prima guerra mondiale come ufficiale medico dell'esercito austro-ungarico, nel 1915 venne fatto prigioniero dai russi e liberato l'anno dopo, durante uno scambio di feriti.
Passò subito in Svezia dove diventò direttore del Dipartimento di otorinolaringoiatria di Uppsala e cittadino svedese.
Considerato un'autorità mondiale nel campo delle malattie dell'orecchio, fu autore di molte pubblicazioni, fra le quali Fisiologia e patologia dei canali semicircolari nell'uomo (1907) è la più significativa.